# Rubus nothus
Rubus nothus är en tvåhjärtbladiga växtart som beskrevs av Henri L. Sudre. Rubus nothus ingår i släktet rubusar, och familjen rosväxter. En underart finns: R. n. sanctiformis.